# 100 mètres féminin aux championnats du monde d'athlétisme 2001
Navigation
Séville 1999 Paris 2003
L'épreuve du 100 mètres féminin des championnats du monde d'athlétisme 2001 s'est déroulée les 5 et 6 août 2001 au stade du Commonwealth d'Edmonton, au Canada. Elle est remportée par l'Ukrainienne Zhanna Pintusevich-Block en 10 s 82.
Cette performance met fin à une série de 42 victoires consécutives en finale de Marion Jones dans cette épreuve, étalées sur une durée de près de quatre années. L'Américaine est chronométrée en 10 s 85 sur la course. Elle avait déjà dû s'incliner en demi-finale (10 s 95 contre 10 s 94 pour l'Ukrainienne). La Grecque Ekateríni Thánou prend initialement la troisième place comme en 1999. Cependant, ce classement change à la suite des aveux de dopage de Jones en octobre 2007 ; 
Thánou passe deuxième et la Bahaméenne Chandra Sturrup, troisième. En 2012, Block est aussi convaincue de dopage, mais la période concernée commence après ces championnats du monde.

## Résultats

### Finale
| Rang               | Athlète                  | Pays       | Temps   | Réaction | Notes  |
| ------------------ | ------------------------ | ---------- | ------- | -------- | ------ |
| Médaille d'or      | Zhanna Pintusevich-Block | Ukraine    | 10 s 82 | 0 s 123  | WL, NR |
| Médaille d'argent  | Ekateríni Thánou         | Grèce      | 10 s 91 | 0 s 145  | SB     |
| Médaille de bronze | Chandra Sturrup          | Bahamas    | 11 s 02 | 0 s 154  |        |
| 4                  | Chryste Gaines           | États-Unis | 11 s 06 | 0 s 141  |        |
| 5                  | Debbie Ferguson          | Bahamas    | 11 s 13 | 0 s 189  |        |
| 6                  | Mercy Nku                | Nigeria    | 11 s 17 | 0 s 142  |        |
| -                  | Marion Jones             | États-Unis | DQ      | 0 s 146  |        |
| -                  | Kelli White              | États-Unis | DQ      | 0 s 151  |        |

### Demi-finales
| Rang | Athlète                  | Pays       | Temps   | Notes |
| ---- | ------------------------ | ---------- | ------- | ----- |
| 1    | Zhanna Pintusevich-Block | Ukraine    | 10 s 94 |       |
| 2    | Debbie Ferguson          | Bahamas    | 11 s 10 |       |
| 3    | Chryste Gaines           | États-Unis | 11 s 12 |       |
| 4    | Endurance Ojokolo        | Nigeria    | 11 s 20 |       |
| 5    | Myriam Mani              | Cameroun   | 11 s 26 |       |
| 6    | Gabi Rockmeier           | Allemagne  | 11 s 48 |       |
| 7    | Manuela Levorato         | Italie     | 11 s 50 |       |
| -    | Marion Jones             | États-Unis | DQ      |       |

| Rang | Athlète          | Pays                            | Temps   | Notes |
| ---- | ---------------- | ------------------------------- | ------- | ----- |
| 1    | Ekateríni Thánou | Grèce                           | 11 s 05 |       |
| 2    | Chandra Sturrup  | Bahamas                         | 11 s 17 |       |
| 3    | Mercy Nku        | Nigeria                         | 11 s 27 |       |
| 4    | Mary Onyali      | Nigeria                         | 11 s 29 |       |
| 5    | Angela Williams  | États-Unis                      | 11 s 31 |       |
| 6    | Natasha Mayers   | Saint-Vincent-et-les-Grenadines | 11 s 35 |       |
| 7    | Johanna Manninen | Finlande                        | 11 s 46 |       |
| -    | Kelli White      | États-Unis                      | DQ      |       |

## Légende
Records et Performances
- AR : Record continental (area record)
- CR : Record des championnats (championship record)
- MR : Record du meeting (meet record)
- NR : Record national (national record)
- OR : Record olympique (olympic record)
- PR : Record paralympique (paralympic record)
- PB : Record personnel (personal best)
- SB : Meilleure performance personnelle de la saison (season's best)
- WL : Meilleure performance mondiale de l'année (world leader)
- WJR : Record du monde junior (world junior record)
- WR : Record du monde (world record)

Circonstances et Conditions
- DNF : N'a pas terminé (did not finish)
- DNS : N'a pas pris le départ (did not start)
- DQ : Disqualification (disqualification)
- NM : Aucun essai valable enregistré (No Mark)
- Q : Qualifié « directement » au prochain tour (ou à la prochaine compétition), lors d'une compétition majeure, grâce au classement ou à la réalisation des minima (automatic qualifier)
- q : Qualifié au prochain tour (ou à la prochaine compétition), lors d'une compétition majeure, grâce au repêchage ou à la réalisation de l'une des meilleures performances parmi celles des « non qualifiés directement » (grâce au meilleur temps ou à la meilleure distance par exemple) (secondary qualifier)